# Saint-Ébremond-de-Bonfossé

Saint-Ébremond-de-Bonfossé este o comună în departamentul Manche, Franța. În 1 ianuarie 2018 avea o populație de 727 de locuitori.